# Lechia minuta
Lechia minuta är en spindelart som först beskrevs av Prószynski 1992.  Lechia minuta ingår i släktet Lechia och familjen hoppspindlar. Inga underarter finns listade i Catalogue of Life.